# روغن سبوس برنج

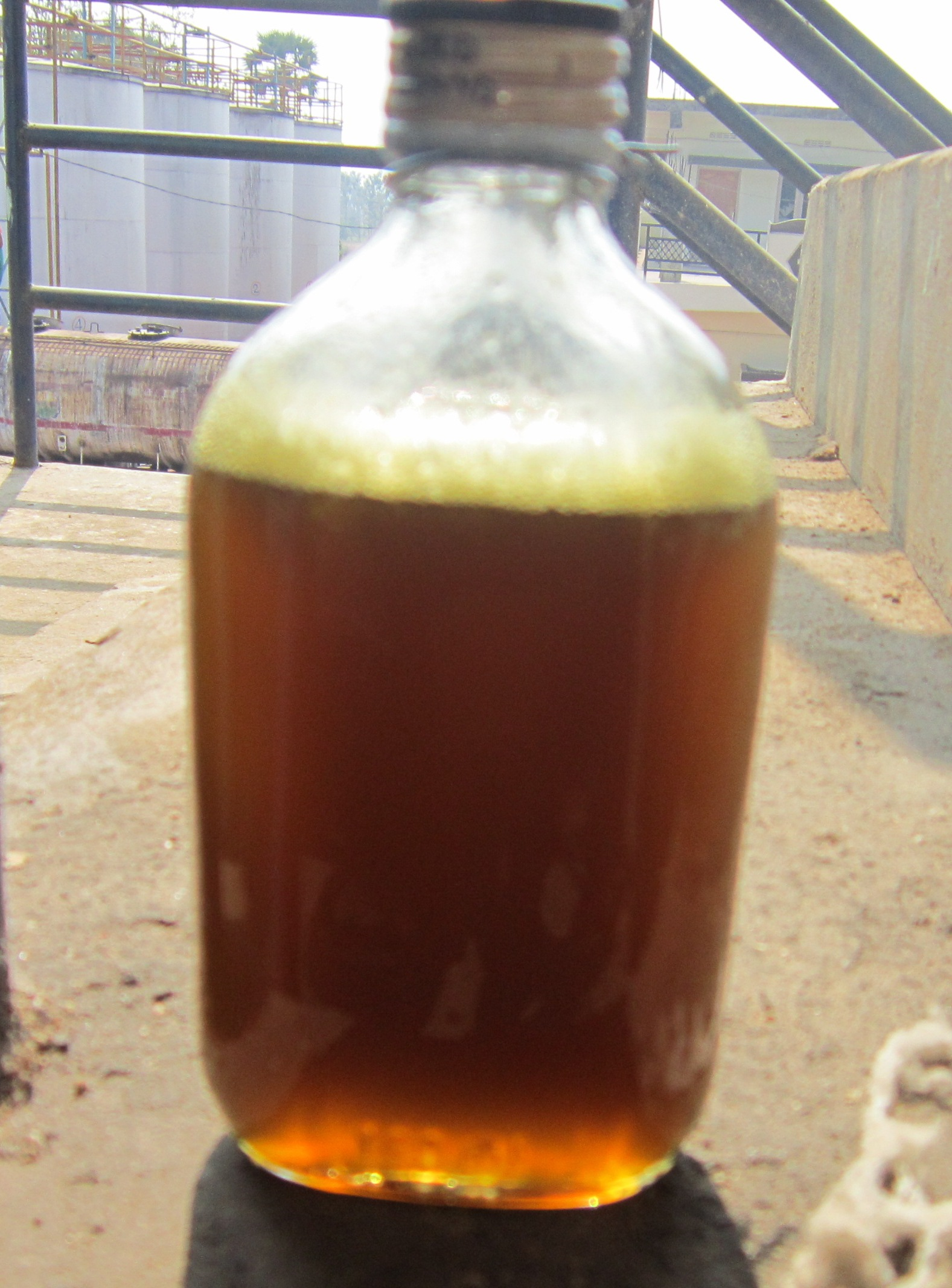
یک بطری روغن سبوس برنج

روغن سبوس برنج (که همچنین به عنوان عصاره برنج نیز شناخته می‌شود) روغن استخراج شده از جوانه و پوست داخلی برنج می‌باشد. قابل توجه این است که نقطه دود ۲۱۳ سلسیوس و مزه ملایمی دارد. ساختمان آن مناسب برای پخت با دمای بالا است و به عنوان روغن پخت در چندین کشور آسیایی ازجمله ژاپن وچین محبوب است.

## موارد استفاده
موم سبوس برنج بدست آمده از سبوس برنج به عنوان یک جایگزین برای موم carnauba در لوازم آرایشی و شیرینی و رنگ کفش و ترکیبات براق‌کننده مورد استفاده قرار می‌گیرد.

## ترکیبات
روغن سبوس برنج ترکیبی شبیه روغن بادام‌زمینی با ۳۸% اسیدچرب غیراشباع مونو و۳۷% اسیدچرب غیراشباع و۲۸ % اسیدچرب اشباع است. 
| اسید چرب       | درصد  |
| -------------- | ----- |
| میرستیک اسید   | ۰٫۶%  |
| پالمیتیک اسید  | ۲۱٫۵% |
| استئارئیک اسید | ۲٫۹%  |
| اولئیک اسید    | ۳۸٫۴% |
| لینولئیک اسید  | ۳۴٫۴% |
| آلفالینولنیک   | ۲٫۲%  |

## تأثیر بر سلامت انسان

### کلسترول
مطالعات نشان می‌دهد که روغن سبوس برنج و ترکیبات فعال آن کلسترول خون را با کاهش کل کلسترول پلاسما و تری گلیسرید و افزایش کلسترول HDL بهبود می‌دهند.
نتایج حاصل از مطالعه بر روی حیوانات نشان داد که ۴۲% کاهش کل کلسترول با کاهش ۶۲% کلسترول LDL را در بر دارد.

### یائسگی
روغن سبوس برنج جزء Y-oryzanol بوده و در ژاپن نشان داده شده که در تسکین گرگرفتگی و دیگر علائم یائسگی مؤثر است. محققان دریافتند ۹۰% زنان پس از مصرف مکمل سبوس برنج ۴ تا ۶ هفته این علائم را ندارند.

### ثبات آنتی اکسیدان
مطالعات نشان داده‌اند که آنتی اکسیدان در روغن سبوس برنج تقریباً ثابت باقی می‌ماند حتی زمانی‌که در درجه حرارات گرم شود. مطالعه تخریب حرارتی و ثبات آنتی اکسیدان‌های موجود در روغن با حرارت دادن روغن برای سرخ کردن در درجه حرارت ۲۵۰ سلسیوس برای ۵/۰ و۱ و ۵/۱ و۲ ساعت انجام شده‌است. چگالی روغن سبوس برنج در طول زمان با حرارت دادن و تغییرات مولکولی رخ می‌دهد که به دلیل فعالیت آنتی اکسیدانی در روغن است. پایداری اکسیداتیو روغن سبوس برنج معادل یا بهتر از سویا و ذرت و کلزا و پنبه دانه و روغن گلرنگ در سیستم شبیه‌سازی شرایط سرخ کردن عمیق است.

### مزایای دیگر
از دیگر خواص بالقوه روغن سبوس برنج:
فرکانس از هیپوفیز، مهار ترشح اسید معده، عمل آنتی اکسیدانی، مهارت جمع پلاکتی و پایین آوردن فشارخون

## مقایسه با دیگر روغن‌های گیاهی
| روغن‌های گیاهی                        | روغن‌های گیاهی      | روغن‌های گیاهی              | روغن‌های گیاهی                  | روغن‌های گیاهی                  | روغن‌های گیاهی                  | روغن‌های گیاهی     | روغن‌های گیاهی                       |
| نوع                                  | اسید چرب اشباع شده | اسیدهای چرب اشباع نشده منو | اسیدهای چرب اشباع نشده چندگانه | اسیدهای چرب اشباع نشده چندگانه | اسیدهای چرب اشباع نشده چندگانه | اسید اولئیک (ω-۹) | نقطه دود                            |
| نوع                                  | اسید چرب اشباع شده | اسیدهای چرب اشباع نشده منو | کل چندگانه                     | آلفا لینولنیک اسید (ω-۳)       | اسید لینولئیک (ω-۶)            | اسید اولئیک (ω-۹) | نقطه دود                            |
| غیر هیدروژنه کردن                    | غیر هیدروژنه کردن  | غیر هیدروژنه کردن          | غیر هیدروژنه کردن              | غیر هیدروژنه کردن              | غیر هیدروژنه کردن              | غیر هیدروژنه کردن | غیر هیدروژنه کردن                   |
| ------------------------------------ | ------------------ | -------------------------- | ------------------------------ | ------------------------------ | ------------------------------ | ----------------- | ----------------------------------- |
| کانولا (کلزا)                        | ۷٫۳۶۵              | ۶۳٫۲۷۶                     | ۲۸٫۱۴۲                         | ۹-۱۱                           | ۱۹-۲۱                          | —                 | ۴۰۰ درجه فارنهایت (۲۰۴ درجه سلسیوس) |
| روغن نارگیل                          | ۹۱٫۰۰              | ۶٫۰۰۰                      | ۳٫۰۰۰                          | —                              | ۲                              | ۶                 | ۳۵۰ درجه فارنهایت (۱۷۷ درجه سلسیوس) |
| روغن ذرت                             | ۱۲٫۹۴۸             | ۲۷٫۵۷۶                     | ۵۴٫۶۷۷                         | ۱                              | ۵۸                             | ۲۸                | ۴۵۰ درجه فارنهایت (۲۳۲ درجه سلسیوس) |
| روغن پنبه‌دانه                        | ۲۵٫۹۰۰             | ۱۷٫۸۰۰                     | ۵۱٫۹۰۰                         | ۱                              | ۵۴                             | ۱۹                | ۴۲۰ درجه فارنهایت (۲۱۶ درجه سلسیوس) |
| روغن بزرک                            | ۶–۹                | ۱۰–۲۲                      | ۶۸–۸۹                          | ۵۶–۷۱                          | ۱۲–۱۸                          | ۱۰–۲۲             | ۲۲۵ درجه فارنهایت (۱۰۷ درجه سلسیوس) |
| روغن زیتون                           | ۱۴٫۰۰              | ۷۲٫۰۰                      | ۱۴٫۰۰                          | <1.۵                           | ۹–۲۰                           | —                 | ۳۸۰ درجه فارنهایت (۱۹۳ درجه سلسیوس) |
| روغن نخل                             | ۴۹٫۳۰۰             | ۳۷٫۰۰۰                     | ۹٫۳۰۰                          | —                              | ۱۰                             | ۴۰                | ۴۵۵ درجه فارنهایت (۲۳۵ درجه سلسیوس) |
| روغن بادام زمینی                     | ۱۶٫۹۰۰             | ۴۶٫۲۰۰                     | ۳۲٫۰۰۰                         | —                              | ۳۲                             | ۴۸                | ۴۳۷ درجه فارنهایت (۲۲۵ درجه سلسیوس) |
| روغن گلرنگ (>۷۰% اسید لینولئیک)      | ۸٫۰۰               | ۱۵٫۰۰                      | ۷۵٫۰۰                          | —                              | —                              | —                 | ۴۱۰ درجه فارنهایت (۲۱۰ درجه سلسیوس) |
| گلرنگ (اولیک بالا)                   | ۷٫۵۴۱              | ۷۵٫۲۲۱                     | ۱۲٫۸۲۰                         | —                              | —                              | —                 | ۴۱۰ درجه فارنهایت (۲۱۰ درجه سلسیوس) |
| روغن سویا                            | ۱۵٫۶۵۰             | ۲۲٫۷۸۳                     | ۵۷٫۷۴۰                         | ۷                              | ۵۰                             | ۲۴                | ۴۶۰ درجه فارنهایت (۲۳۸ درجه سلسیوس) |
| روغن آفتابگردان (>۶۰% اسید لینولئیک) | ۱۰٫۱۰۰             | ۴۵٫۴۰۰                     | ۴۰٫۱۰۰                         | ۰٫۲۰۰                          | ۳۹٫۸۰۰                         | ۴۵٫۳۰۰            | ۴۴۰ درجه فارنهایت (۲۲۷ درجه سلسیوس) |
| روغن آفتابگردان (اولیک بالا)         | ۹٫۸۵۹              | ۸۳٫۶۸۹                     | ۳٫۷۹۸                          | —                              | —                              | —                 | ۴۴۰ درجه فارنهایت (۲۲۷ درجه سلسیوس) |
| هیدروژنه کردن کامل                   |                    |                            |                                |                                |                                |                   |                                     |
| روغن پنبه‌دانه                        | ۹۳٫۶۰۰             | ۱٫۵۲۹                      | .۵۸۷                           |                                | .۲۸۷                           |                   |                                     |
| روغن نخل                             | ۴۷٫۵۰۰             | ۴۰٫۶۰۰                     | ۷٫۵۰۰                          |                                |                                |                   |                                     |
| روغن سویا (هیدروژنه)                 | ۲۱٫۱۰۰             | ۷۳٫۷۰۰                     | .۴۰۰                           | .۰۹۶                           |                                |                   |                                     |
| عددها بر پایه (%) وزن کلی چربی است.  |                    |                            |                                |                                |                                |                   |                                     |